# Bassus triangularis
Bassus triangularis är en stekelart som först beskrevs av Szepligeti 1914.  Bassus triangularis ingår i släktet Bassus och familjen bracksteklar. Inga underarter finns listade.